# Nir Barkat
Nir Barkat (in ebraico ניר ברקת‎?; Gerusalemme, 19 ottobre 1959) è un imprenditore e politico israeliano, dal dicembre 2022 Ministro dell'Economia nel Governo Netanyahu VI. Membro del Likud dopo una parentesi in Kadima e membro della Knesset dal 2019, è stato sindaco di Gerusalemme per 10 anni, dal 2008 al 2018.

## Biografia
Nir Barkat è cresciuto a Gerusalemme. Suo padre, Zalman, era un professore di fisica all'Università Ebraica. Il suo bisnonno andò dalla Russia nella Palestina mandataria negli anni '20 e morì nel 1924.
Barkat prestò servizio nella Brigata Paracadutisti delle Forze di Difesa Israeliane per sei anni (1977-1983), oltre al servizio di riserva, e raggiunse il grado di Maggiore. Barkat è stato anche ferito in combattimento in Libano.
Ha conseguito una laurea in informatica presso l'Università Ebraica di Gerusalemme. Ha anche studiato per un master in economia aziendale presso la stessa istituzione, ma non l'ha completato.

## Carriera aziendale

### High-Tech Ventures
Barkat ha iniziato a lavorare nel settore high-tech fondando una società di software chiamata BRM nel 1988, specializzata in software antivirus. Successivamente, la società è diventata un'impresa di venture capital che ha investito in diverse imprese come Check Point e Backweb. In seguito ha contribuito a fondare la società di investimento sociale IVN, Israel Venture Network. Nel 2007, Barkat ha preso parte alla versione israeliana di Dragons 'Den, il programma televisivo di venture capitalist, in cui gli imprenditori  presentano le loro idee per assicurarsi investimenti da esperti di business.
Secondo Forbes nel 2013, il patrimonio netto di Barkat era stimato in 450 milioni di NIS (circa 122 milioni di dollari), più del valore combinato dei successivi tre politici tanto che sarà il politico israeliano più ricco. Il 3 ottobre 2021, il nome di Barkat è stato incluso tra i 565 israeliani apparsi nei documenti Pandora. Come sindaco, non prendeva alcun compenso dalla città di Gerusalemme. 

## Carriera politica

### Campagna per il sindaco di Gerusalemme
L'ingresso di Nir Barkat in politica è stato graduale. Nel 1999, la famiglia Barkat ha iniziato a esplorare le lacune educative a Gerusalemme attraverso il loro investimento in The Snunit Center for the Advancement of Web Based Learning, un'organizzazione non governativa senza scopo di lucro che utilizza risorse basate sul Web per migliorare l'istruzione online e migliorare il personale e la crescita sociale all'interno della società israeliana. Barkat vide questo investimento come l'inizio del suo interesse ad entrare nella politica municipale di Gerusalemme.
L'ingresso ufficiale di Barkat in politica è avvenuto nel gennaio 2003, quando ha fondato il partito Yerushalayim Tatzli'ah ("Gerusalemme avrà successo") e ha partecipato alla corsa al sindaco di Gerusalemme, ottenendo il 43% dei voti e perdendo contro Uri Lupoliansky. Barkat è stato quindi capo dell'opposizione nel consiglio comunale fino alla sua elezione a sindaco nel 2008. Durante questo periodo ha contribuito a formare "StartUp Jerusalem", un'impresa per creare posti di lavoro nella capitale.  Ha guidato per breve tempo la fazione di Gerusalemme del partito Kadima dal 2006 al 2007, ma se ne andò a causa di disaccordi con la proposta di cedere porzioni di Gerusalemme.

### Sindaco di Gerusalemme

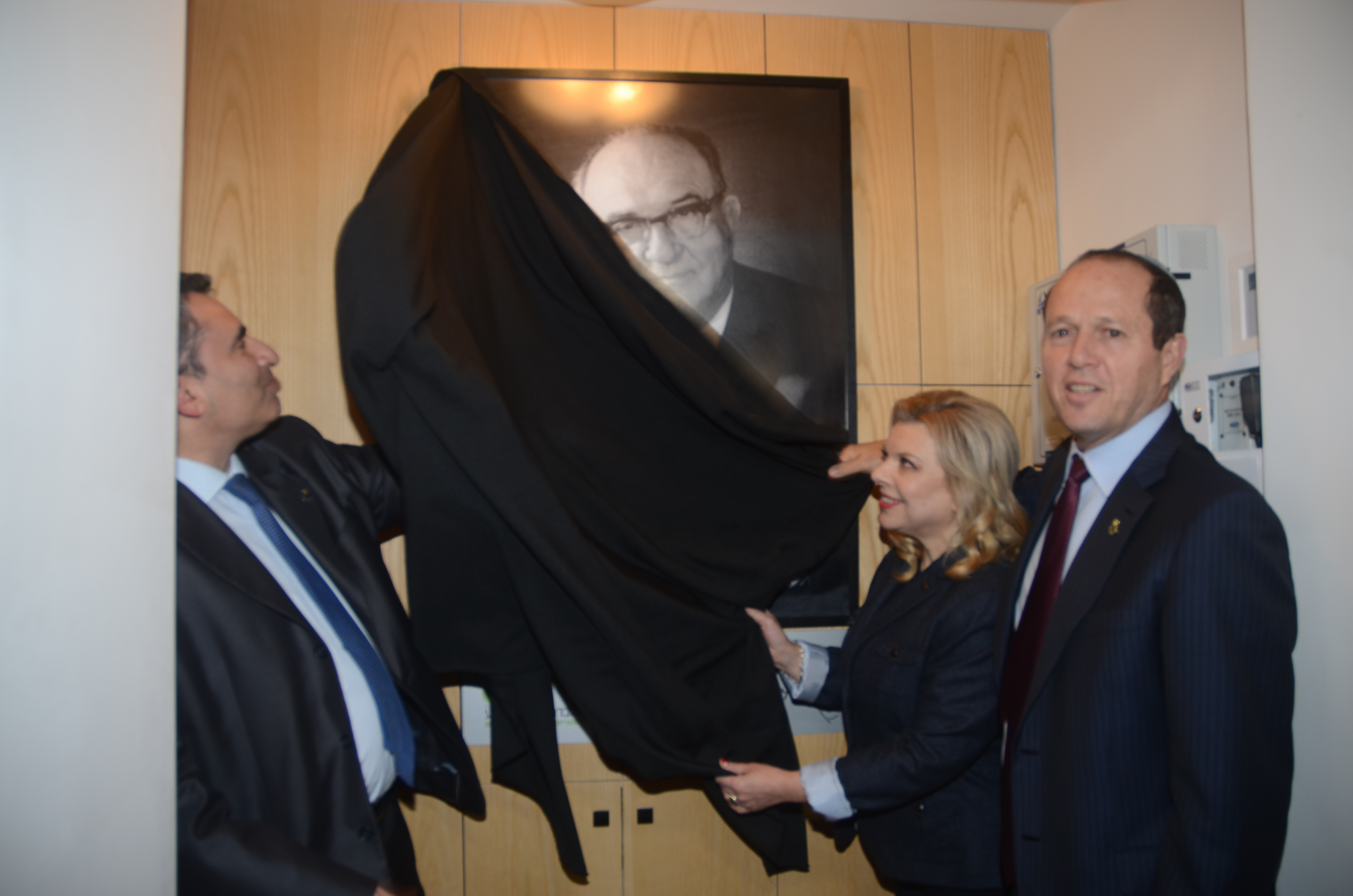
Nir Barkat, Sara Netanyahu e Ze'ev Elkin all'inaugurazione del Centro Yad Levi Eshkol a Gerusalemme

Barkat si è candidato per la seconda volta nel novembre 2008, vincendo le elezioni con il 52% dei voti (il suo principale rivale, Meir Porush, ha ottenuto il 43%). Barkat è stato descritto come un politico laico, in contrasto sia con Lupoliansky che con Porush, che sono Haredi. La sua campagna elettorale prevedeva un umento del turismo, trovando soluzioni alla crisi degli alloggi e opponendosi alla metropolitana leggera. Ha anche promesso di rendere il consiglio comunale più accessibile e trasparente e ha denunciato l'uso dell'ufficio del sindaco come trampolino di lancio per la politica nazionale. Le polemiche durante il suo primo mandato includevano il licenziamento del membro del consiglio comunale Rachel Azaria e la sua proposta di rinunciare ai quartieri popolati prevalentemente da arabi alla periferia dei confini della città. Ha contribuito ad avviare la prima maratona internazionale della città nel 2011 e ha partecipato personalmente a gare sia a Gerusalemme che all'estero. 
Nel 2013 si è candidato per un secondo mandato, durante il quale è stato sostenuto dal Partito laburista e anche da una serie di importanti attivisti del Likud; ha avuto anche il tacito appoggio di Meretz, che ha ritirato il suo candidato, Pepe Alalu, per non sottrarre voti a Barkat. Il suo avversario Moshe Lion aveva il sostegno di Avigdor Lieberman, capo del partito Yisrael Beiteinu e Aryeh Deri, capo di Shas.  Barkat è stato rieletto con il 52% dei voti rispetto al suo principale oppositore Moshe Lion, ex capo della Jerusalem Development Authority, che, come candidato del Likud,  ha raccolto il 43% dell'elettorato. Da allora Lion è stato membro del consiglio comunale e nel 2015 è entrato a far parte della coalizione di Barkat. 

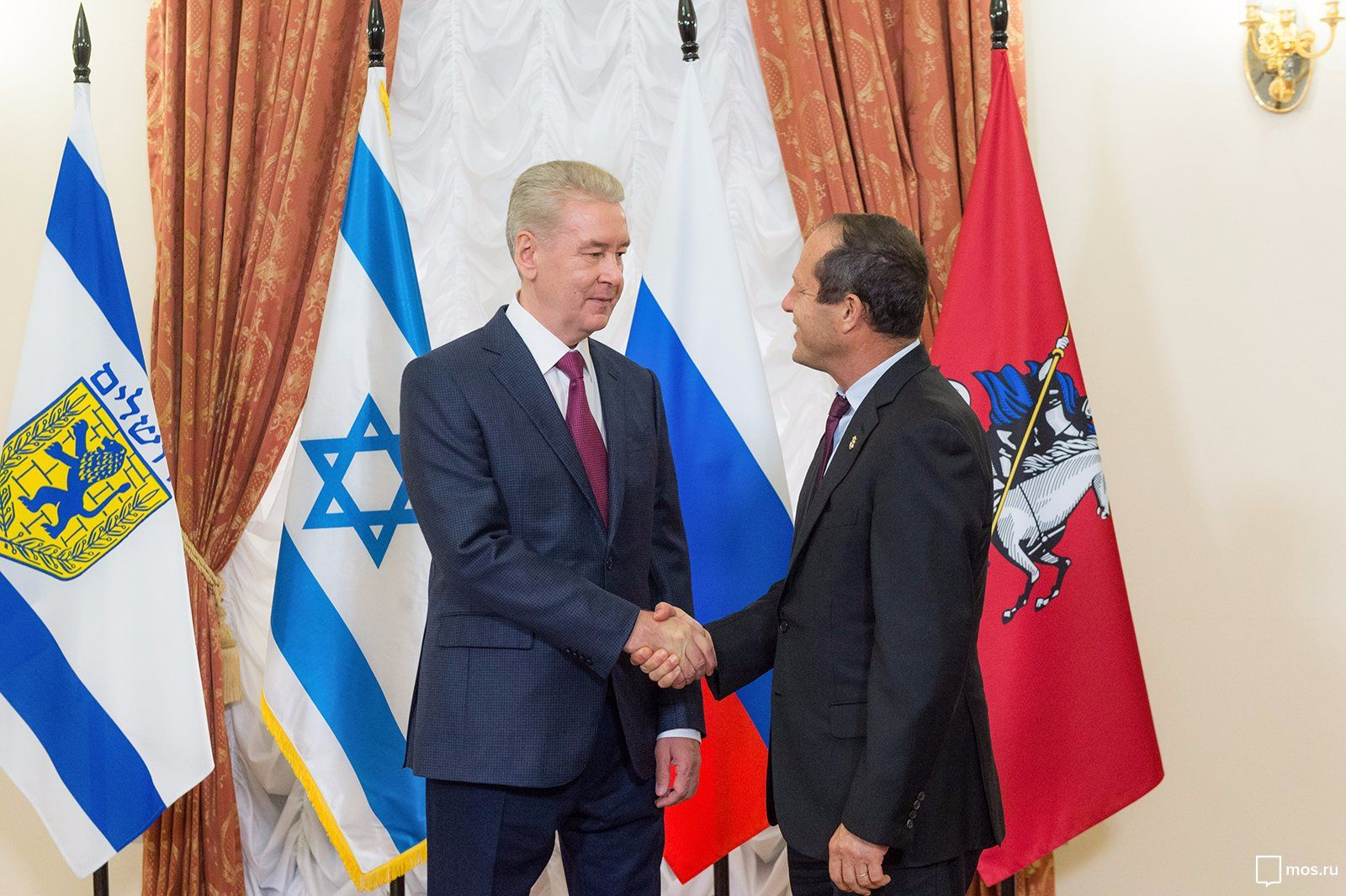
Nir Barkat e il sindaco di Mosca Sergey Sobyanin in un incontro nella capitale russa il 15 settembre 2017

A seguito della tesa campagna, Barkat è stato multato di 400.000 NIS per uso improprio dei fondi elettorali. Dalla sua elezione a sindaco, Barkat ha parcepito uno stipendio di uno shekel all'anno. Cioè niente. Le polemiche del suo secondo mandato hanno incluso la mostra di Formula 1, parte dello sforzo del sindaco per elevare lo status di Gerusalemme come capitale culturale del mondo e aumentare il turismo. L evento di Formula Uno di Gerusalemme si è svolto nel 2013 e nel 2014, ma ha raccolto molte critiche per la chiusura delle strade che ha portato alla chiusura delle scuole e a spese eccessive. Altre controversie hanno incluso l'aggiunta pianificata alla metropolitana leggera, in particolare la linea blu, che avrebbe dovuto percorrere la strada Emek Refaim. 
Il sindaco Barkat ha anche avuto una lunga faida con il ministro delle finanze Moshe Kahlon sui finanziamenti che ha portato a scioperi in tutta la città per diversi anni consecutivi.  Kahlon ha sostenuto che Barkat stava sprecando fondi con una cattiva gestione, mentre Barkat ha sostenuto che Kahlon stava trattenendo fondi per motivi politici. Gli scioperi risultanti hanno causato l'accumulo di immondizia in tutta la città e la minaccia di licenziamenti di massa dei dipendenti comunali. 
Nel dicembre 2015 Barkat si è unito al partito Likud. In precedenza aveva appoggiato il leader del Likud Benjamin Netanyahu come primo ministro nelle elezioni della Knesset del 2013 e del 2015. Nel marzo 2018 ha annunciato la sua intenzione di candidarsi alla politica nazionale piuttosto che cercare la rielezione per un terzo mandato come sindaco. 

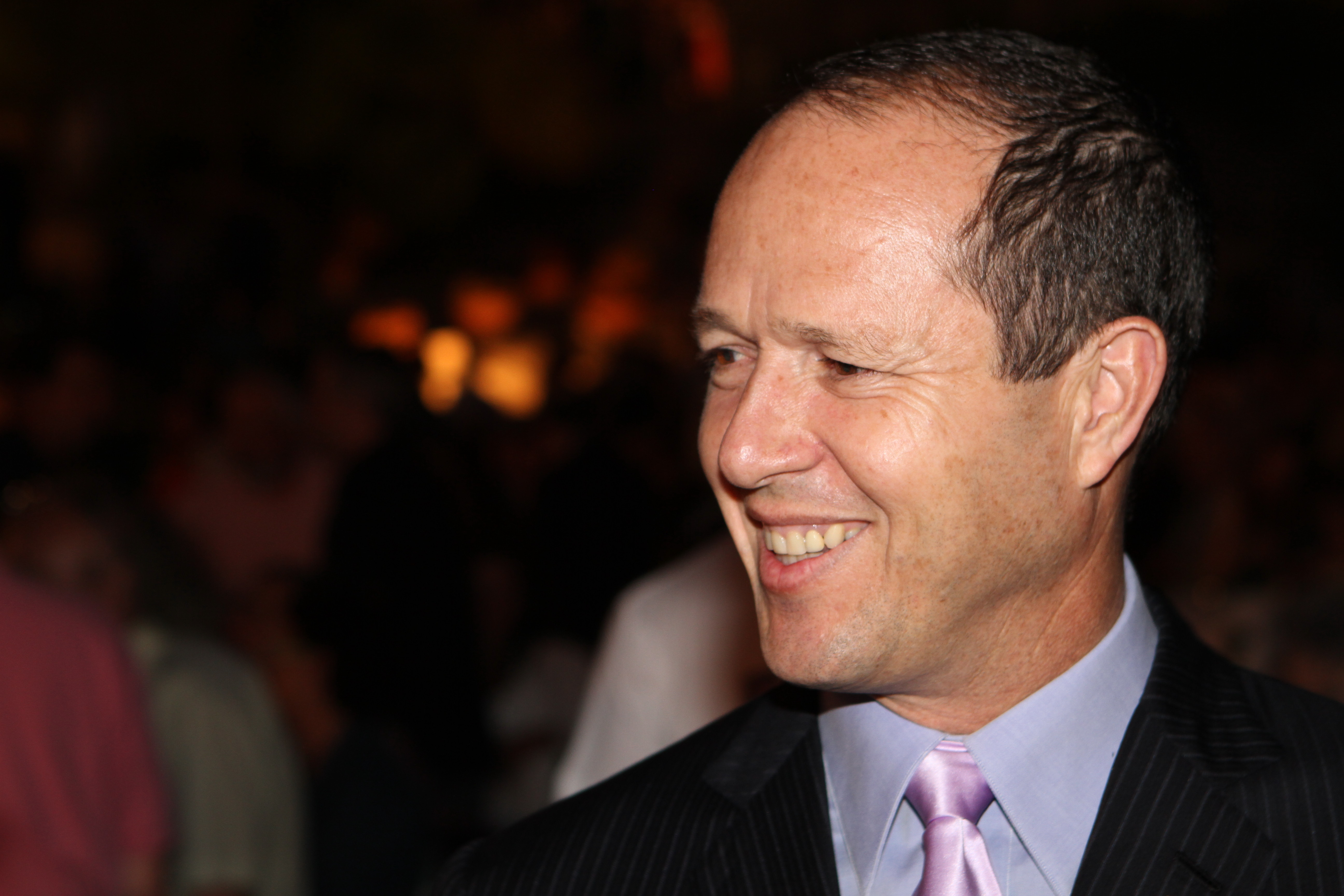
Nir Barkat all'inaugurazione del Festival del Film a Gerusalemme nel 2012

Dalla metà degli anni 2000, Gerusalemme è diventata un centro regionale per le start-up tecnologiche ed è stata nominata hub tecnologico emergente n. 1 dalla rivista Entrepreneur. L'amministrazione di Barkat ha fornito incentivi, agevolazioni fiscali e sovvenzioni alle aziende con dipendenti residenti in città. Entro il 2016, a Gerusalemme erano state create più di 500 start-up, portando oltre 243 milioni di dollari di investimenti nei primi nove mesi del 2015. "'Dopo l'elezione del [sindaco Nir] Barkat, l'attivismo personale si è rafforzato Le persone sentivano di avere un'influenza, e questo si collegava davvero al carattere imprenditoriale", ha affermato Dana Mann, partner di PICO Ventures e precedentemente partner di OurCrowd. 
Barkat è stato preso di mira da alcune attiviste per i diritti delle donne. La consigliera comunale di Gerusalemme Rachel Azaria, che ha portato all'attenzione della corte il caso degli autobus segregati per genere a Gerusalemme, è stata licenziata da Barkat. Laura Wharton, membro del consiglio comunale di Gerusalemme, si è lamentata per i segni di mancata modestia.

## Vita privata
Barkat e sua moglie Beverly, un'artista, hanno tre figlie. La famiglia vive nel quartiere di Gerusalemme di Beit HaKerem.